# یناکتایوو
یناکتایوو (انگلیسی: Yenaktayevo) یک شهرک در شهرستان کراسنوکامسکی استان باشقیرستان کشور روسیه است.